# Кристина Саксонска (1505 – 1549)
Христина Саксонска (на немски: Christina von Sachsen, * 25 декември 1505, † 15 април 1549 в Касел) от Албертинската линия на род Ветини е принцеса от Саксония и чрез женитба ландграфиня на Хесен.
Тя е дъщеря на херцог Георг Брадати от Саксония (1471–1539) и Барбара Полска (1478–1534), дъщеря на полския крал Кажимеж IV Ягелончик.
Христина се омъжва на 11 декември 1523 г. в Дрезден за ландграф Филип I Великодушни от Хесен (1504–1567). Това е политически брак. През 1540 г. Филип се жени и за 17-годишната си любовница Маргарета фон Заале (1522–1566).
След затварянето на Филип през Шмалкалдийската война Христина води от 1547 г. управлението на Хесен заедно с нейния най-голям син Вилхелм.
Христина е погребана заедно с нейния съпруг в църквата Св. Мартин в Касел.

## Деца
- Агнес (1527–1555)

∞ 1. 1541 курфюрст Мориц от Саксония (1521–1553)
∞ 2. 1555 херцог Йохан Фридрих II от Саксония-Гота (1529–1595)
- Анна (1529–1591)

∞ 1544 пфалцграф Волфганг от Цвайбрюкен (1526–1569)
- Вилхелм IV от Хесен-Касел (1532–1592), ландграф на Хесен-Касел
- Филип Лудвиг (1534–1535)
- Барбара (1536–1597)

∞ 1. 1555 херцог Георг I от Вюртемберг-Мьомпелгард (1498–1558)
∞ 2. 1568 Даниел (1530–1577), граф на Валдек
- Лудвиг IV от Хесен-Марбург (1537–1604), ландграф на Хесен-Марбург
- Елизабет (1539–1582)

∞ 1560 курфюрст Лудвиг VI от Пфалц (1539–1583)
- Филип II (1541–1583), ландграф на Хесен-Рейнфелс
- Христина (1543-1604)

∞ 1564 херцог Адолф от Шлезвиг-Холщайн-Готорп (1526–1586)
- Георг I (1547–1596), ландграф на Хесен-Дармщат